# Талли-Валли (заповедник)
Талли-Валли — охраняемая природная территория в Аруначал-Прадеше, Индия, площадью 337 км².
Заповедник был основан в 1995 году.

## Фауна
Из млекопитающих здесь обитают: дымчатый леопард, двухцветная белка, индийский мунтжак, мусанг.
Весной 2015 года в заповеднике было зарегистрировано около 130 видов птиц, таких как: орёл-яйцеед, ошейниковый воробьиный сыч, Lioparus chrysotis, Pericrocotus speciosus.

## Флора
В Талли-Валли сохранилось около 16 исчезающих видов растений: Panax Sikkimensis, Лимонник китайский, Goleola neediflora, Angioteris evecta, Циатий, Clematis apiculata, различные виды кизильников.